# つなき&みどり
つなき&みどり（つなきアンドみどり）は、日本の歌手、夫婦デュオである。既に解散している。

## メンバー
- 三原綱木 （つなき、1945年11月3日 - ）[2][3]
- 田代みどり （みどり、1948年4月22日 - ）

## 略歴
- 1970年1月18日 - 三原綱木、田代みどりが結婚[4]
- 1972年10月 - 三原綱木、ジャッキー吉川とブルー・コメッツを脱退
  - 同年12月1日 - 同日発売のシングル『愛の挽歌』で東芝音楽工業からデビュー
- 1975年 - ポリドールに移籍、シングル『あなたも数のうち』を発表
- 1976年 - 三原綱木、郷ひろみのバックバンドのリーダーに就任[2][3]
- 1977年6月 - 三原綱木、田代みどりが離婚、活動停止[5][6]

## 概要

### 活動期
小学生時代に平尾昌晃に認められて少女歌手としてデビューした田代みどりと、ジャッキー吉川とブルー・コメッツで歌手、ギター奏者、あるいは作曲家として活動していた三原綱木が1970年（昭和45年）1月18日に結婚、1972年（昭和47年）8月10日に発売されたシングル『雨の朝の少女』、同年10月25日に発売されたアルバム『ゴールデン・スター・ワイド・デラックス』を最後に井上忠夫、高橋健二とともに三原もブルー・コメッツを脱退した。三原は大橋プロダクション、田代は東洋企画に所属していたが、それぞれ退社してバーニングプロダクションに所属、同年12月1日、東芝音楽工業（現在のEMIミュージック・ジャパン）から、つなき&みどりの名でシングル『愛の挽歌』を発表、ポップスデュオとして改めてデビューした。キャッチフレーズは「ハッピー・カップル」であった。同シングルは、ブルー・コメッツ時代にも多くの楽曲を手がけた橋本淳の作詞、筒美京平の作・編曲による作品であり、オリコンチャート最高位15位、15万枚のヒットを果たす。この再デビュー時、三原は満27歳、田代は満24歳であった。
翌1973年（昭和48年）3月20日には、デビューシングルと同名のファーストアルバムを発表、A面には表題曲のほか、橋本・筒美コンビの手がけた平山三紀の楽曲である『フレンズ』や『いつか何処かで』のカヴァー、あるいはオリジナル楽曲、B面にはギルバート・オサリバン『アローン・アゲイン』等のカヴァーを収録した。しかしながらその2週間後の同年4月5日に発売したセカンドシングル『愛の絆』、あるいはそれ以降も橋本・筒美コンビが楽曲を手がけたが、デビュー曲に匹敵するヒットは得られなかった。同年7月5日に発売したサードシングル『ふたり』の発売後、同夫妻の不和説が流れ、同年10月に発行された『週刊平凡』には「つなき&みどりがわずか10か月で分解」という記事が掲載されることになる。同年12月には4枚目のシングル『雨の軽井沢』を発表、翌1974年（昭和49年）には同シングルと同名のセカンドアルバムを発表した。同年4月には5枚目のシングル『夜汽車よ故郷へ』を発表したが、同年8月に発行された『週刊平凡』には「つなき&みどりが突然解散、引退!なぜ」という記事が掲載された。
1975年（昭和50年）、ポリドール（現在のユニバーサルミュージック）に移籍、6枚目のシングル『あなたも数のうち』を発表、同作から作家が変更になり、橋本・筒美コンビではなく、なかにし礼が作詞、三原が作・編曲を兼ねた。同年7月25日に発売されたALFIE（現在のTHE ALFEE）のアルバム『青春の記憶』に、つなき&みどりのアルバム曲『ウエイト・アローン』がカヴァーされる。翌1976年（昭和51年）からは、三原が、同じ事務所に前年から所属する郷ひろみのバックバンドのリーダーを務めるようになり、「つなき&みどり」としての音源が発表されなくなる。1977年（昭和52年）1月、7枚目のシングル『Jの5番』が発売されるが、同年4月には同夫妻の別居が報じられ、同年6月には離婚、「つなき&みどり」としての活動は停止した。

### 解散後
三原綱木は、1978年（昭和53年）11月、モデルのケイ・アンナ（1950年 - ）と結婚へとの報道があり、翌1979年（昭和54年）3月には婚約、結婚した。一方、田代みどりも、同月、『MEN'S CLUB』誌専属モデルの高橋尚美（1955年 - ）と結婚する旨の報道があり、結婚した。
1994年（平成6年）11月30日、ファーストアルバム『愛の挽歌』がCD化され、2003年（平成15年）9月10日にも再発売、2008年（平成20年）9月26日には、ボーナストラックとして、『雨の軽井沢』『愛の絆』『夜汽車よ故郷へ』『ふたり』のシングル表題曲、セカンドアルバム収録曲の『白い部屋』、シングル『ふたり』のB面曲『サマー・ホリデイ・イン・マイ・タイム』の6曲が新たに初デジタル音源化された。セカンドアルバム『雨の軽井沢』については、2015年（平成27年）8月現在、デジタル化されていない。
2011年（平成23年）7月12日放送のNHK歌謡コンサート『リズム弾ける!夏の恋』では34年ぶりとなる元夫婦での復活デュオ生歌唱が披露された。

## ディスコグラフィ
国立国会図書館の所蔵資料、日本音楽著作権協会（JASRAC）の資料を中心とした一覧。

### シングル
1. 愛の挽歌（作詞橋本淳、作・編曲筒美京平、TP-2787 / 1972年12月1日発売） - 最高位15位 / 15万枚
  - ミュージック・イズ・マイ・ライフ（作詞橋本淳、作・編曲筒美京平）
2. 愛の絆（作詞橋本淳、作・編曲筒美京平、TP-2828 / 1973年4月5日発売） - 最高位49位 / 4.1万枚
  - いつか何処かで（作詞橋本淳、作・編曲筒美京平） - 平山三紀からのカヴァー曲
3. ふたり（作詞橋本淳、作・編曲筒美京平、TP-2876 / 1973年7月5日発売） - 最高位63位 / 2.2万枚
  - サマー・ホリディー・イン・マイ・タイム（作詞橋本淳、作・編曲筒美京平）
4. 雨の軽井沢（作詞橋本淳、作曲筒美京平、編曲矢野誠、TP-2941 / 1973年12月発売）
  - 別れの手紙（作詞橋本淳、作曲筒美京平）
5. 夜汽車よ故郷へ（作詞橋本淳、作・編曲筒美京平、TP-2987 / 1974年4月発売）
  - 月の光（作詞橋本淳、作・編曲筒美京平）
6. あなたも数のうち（作詞なかにし礼、作・編曲三原綱木、DR-1996 / 1975年発売）
  - 甘えてもいいわ（作詞なかにし礼、作・編曲三原綱木）
7. Jの5番（作詞杉山政美、作曲三原綱木、編曲馬飼野康二、DR-6067 / 1977年1月発売）
  - 港の見えるレストラン（作詞杉山政美、作曲三原綱木、編曲馬飼野康二）

### アルバム
1. 愛の挽歌（TP-8236、1973年3月20日発売）
  - A.

  1. 愛の挽歌（作詞橋本淳、作・編曲筒美京平）
  2. フレンズ（作詞橋本淳、作・編曲筒美京平） - 平山三紀からのカヴァー曲（1972年）
  3. ウエイト・アローン（作詞橋本淳、作・編曲筒美京平）
  4. 泣き別れ（作詞橋本淳、作・編曲筒美京平）
  5. ミュージック・イズ・マイ・ライフ（作詞橋本淳、作・編曲筒美京平）
  6. いつか何処かで（作詞橋本淳、作・編曲筒美京平） - 平山三紀からのカヴァー曲（1972年）

  - B.

  1. サタデー・イン・ザ・パーク（作詞・曲ロバート・ラム、編曲筒美京平）
  2. パピー・ラブ（英語版）（作詞・曲ポール・アンカ、編曲筒美京平）
  3. アローン・アゲイン（作詞・曲ギルバート・オサリバン、編曲筒美京平）
  4. 早く家に帰りたい（作詞・曲ポール・サイモン、編曲筒美京平）
  5. ホワイ（英語版）（作詞ボブ・マルクッチ（英語版）、作曲ピーター・デ・アンジェリス、編曲筒美京平）
  6. ハロー・メリー・ルー（作詞・曲ジーン・ピットニーとケイエット・マンジアシーナ、編曲筒美京平）
2. 雨の軽井沢（TP-9103、1974年発売）
  - A.

  1. 雨の軽井沢（作詞橋本淳、作・編曲筒美京平）
  2. ふたり（作詞橋本淳、作・編曲筒美京平）
  3. 愛の絆（作詞橋本淳、作・編曲筒美京平）
  4. 別れの手紙（作詞橋本淳、作・編曲筒美京平）
  5. サマー・ホリデイ・イン・マイ・タイム（作詞橋本淳、作・編曲筒美京平）
  6. ミュージック・イズ・マイ・ライフ（作詞橋本淳、作・編曲筒美京平）

  - B.

  1. 望むものはすべて（作詞橋本淳、作曲筒美京平、編曲矢野誠） - ヒデとロザンナからのカヴァー曲（1971年）
  2. ブルーライト（作詞橋本淳、作・編曲筒美京平） - リンダからのカヴァー曲（1973年）
  3. 愛すべきボクたち（作詞橋本淳、作曲筒美京平、編曲矢野誠） - ブレッド&バターからのカヴァー曲（1970年）
  4. 白いハイウェイ（作詞橋本淳、作曲筒美京平、編曲矢野誠） - ブレッド&バターからのカヴァー曲（1969年）
  5. 貴方の暗い情熱（作詞橋本淳、作曲筒美京平、編曲矢野誠） - 高田恭子からのカヴァー曲（1972年）
  6. 白い部屋（作詞橋本淳、作・編曲筒美京平） - リンダからのカヴァー曲（1973年）

### CD復刻
- アイドル・ヒット・パレード Girls, Girls, Girls（1988年2月発売） - 『愛の挽歌』
- 音故知新 ときめきの歌があった…。ごめんネ…ジロー - ゆうべの秘密（1990年6月発売） - 『愛の挽歌』
- 愛の挽歌（1994年11月30日発売）
- ソフトロック・ドライヴィン 恋人中心世界（1996年9月発売） - 『いつか何処かで』
- 20世紀BEST フォーク&ニューミュージック・ヒストリーVol.2 東芝EMI篇（1999年11月発売） - 『愛の挽歌』
- 青春歌年鑑'74 BEST30（2000年11月発売） - 『愛の挽歌』（DISC2）
- 愛の挽歌（2003年9月10日発売）
- 懐かしのフォーク&ポップス大全集（2004年6月発売） - 『愛の挽歌』（DISC3）
- ベスト・フォーク100 青春のfolk & pops disc 3（2005年9月発売） - 『愛の挽歌』
- フォーク歌年鑑 1972 v.2（2006年9月発売） - 『愛の挽歌』
- 愛の挽歌（2008年9月26日発売） - ボーナストラック『雨の軽井沢』『愛の絆』『夜汽車よ故郷へ』『ふたり』『白い部屋』『サマー・ホリデイ・イン・マイ・タイム』
- 橋本淳作品集 長い髪の少女（2009年8月発売） - 『愛の挽歌』『ふたり』『雨の軽井沢』『夜汽車よ故郷へ』（DISC1）
- 筒美京平 golden hitstory あなたを・もっと・知りたくて（2012年12月発売） - 『愛の挽歌』（DISC1）
- 筒美京平 Hitstory Ultimate Collection 1967-1997 2013 Edition（2013年12月発売） - 『愛の挽歌』（DISC2）

## おもなテレビ出演
- 夜のヒットスタジオ 第214回（1972年12月4日放送） - ゲスト
- シャボン玉サタデー（1973年4月21日 - 同年9月29日放送） - 司会
- スター千一夜 （1973年1月18日放送） - ゲスト
- 紅白スター対抗大合戦 第5回（1973年5月3日放送） - ゲスト
- スターまねマネ大会（1973年8月3日 - 同年9月28日放送） - ゲスト